# Paul Radin
Pour les articles homonymes, voir Radin.
Paul Radin (né le 2 avril 1883 à Łódź, alors ville allemande, et mort le 21 février 1959 à New York) est un anthropologue et universitaire américain.

## Biographie
Né à Łódź en 1883, Paul Radin est le fils du rabbin Adolf-Moshe Radin et de Johanna Theodor Radin. Sa famille s'installe l'année suivante à Elmira (New York).
Il obtient une licence à l'université de New York puis étudie deux ans en Europe. À son retour, il étudie l'anthropologie à l'université Columbia. Il y suit les cours de Franz Boas. Il soutient sa thèse de doctorat en 1911. Il assure des charges d'enseignements dans plusieurs universités américaines Mills College (1917-1918), l'université de Californie à Berkeley, l'université Fisk et en Europe. Il mène des études sur le « fripon » (trickster) et collabore à un ouvrage de Carl Gustav Jung.
Radin épouse Doris Woodward (1901-1991) en 1932. Il meurt en 1959.

## Publications
- The Winnebago Tribe, 1915, réédition 1990 University of Nebraska Press  (ISBN 0-8032-5710-4)
- Quelques Mythes et Contes des Ojibwa du sud-est d'Ontario, Ottawa, Imprimerie du Gouvernement, Ministère des mines, commission géologique, coll. « Série anthropologique », 1916, 94 p. (lire en ligne)
- Crashing Thunder : The autobiography of an American Indian. New York : Appleton, 1926
- Primitive Man As Philosopher, 1927 (avec une introduction de John Dewey)
- The Method and Theory of Ethnology : An Essay in Criticism. New York : McGraw-Hill, 1933
- The Racial Myth, 1934
- La religion primitive. Sa nature et son origine  (trad. Alfred Métraux), Paris, Les Éditions Gallimard, coll. « L'espèce humaine » (no 4), 1941 (1re éd. 1937), 242 p. (lire en ligne)
- The World of Primitive Man, 1953 
  - (traduction en français) Le Monde de l'homme primitif  (trad. Anne Joba), Paris, Les Éditions Payot, coll. « bibliothèque scientifique », 1962, 334 p. (lire en ligne)
- The Trickster: A Study in Native American Mythology, 1956,  (ISBN 978-0-8052-0351-6)
- Le Fripon divin: un mythe indien, 1958 ouvrage collectif avec Carl Gustav Jung, Paul Radin et Kerényi, éditions Librairie de l'Université, Georg et Cie.

### Ouvrages sur Radin
- Stanley Diamond (éd.), Culture in History:  Essays in Honor of Paul Radin, New York, Columbia UP, 1960
- N. O. Lurie, « Relations Between Indians and Anthropologists » in Handbook of North American Indians, vol. 4. Washington DC, 1988
- Christer Lindberg, « Paul Radin: The Anthropological Trickster » in European Review of Native American Studies, 14(1), 2000